# Coelioxys doelloi
Coelioxys doelloi är en biart som beskrevs av Holmberg 1916. Coelioxys doelloi ingår i släktet kägelbin, och familjen buksamlarbin. Inga underarter finns listade i Catalogue of Life.